# Verfrachter
Verfrachter (englisch carrier) ist ein Rechtsbegriff des Seehandelsrechts für die Vertragspartei des Befrachters, die sich zur Übernahme, zum Transport des Frachtguts auf einem Handelsschiff und zur Ablieferung an den Empfänger verpflichtet.
Der Verfrachter ist ein Kaufmann, der gewerbsmäßig gegen Entgelt Seefracht mittels Seefrachtvertrag transportiert und dem Empfänger abliefert. Außerhalb des Seehandelsrechts heißt der Verfrachter Frachtführer (beim Frachtvertrag) oder Luftfrachtführer (beim Luftfrachtvertrag). Der Verfrachter übernimmt den Transport des Frachtguts auf See mittels Handelsschiffen und schuldet den Beförderungserfolg, also die ordnungsgemäße Ablieferung des Frachtguts an den Empfänger. Der Verfrachter stellt dem Befrachter oder dessen beauftragtem Ablader eine Abladebestätigung oder ein Konnossement aus. Diese Warenbegleitpapiere stellen eine Bescheinigung über die Übernahme des Frachtguts an Bord dar. Das Ein- und Ausladen übernimmt in der Praxis häufig eine speziell dafür beauftragte Kaianstalt.
Die Spediteure, Frachtführer und Verfrachter sind meist auch Lagerhalter, weil sie im Bereich ihres Handelsgewerbes auch regelmäßig Güter lagern.

## Rechtsfragen
Der Verfrachter wird gemäß § 481 Abs. 1 HGB durch den Stückgutfrachtvertrag verpflichtet, das Frachtgut mit einem Schiff über See zum Bestimmungsort zu befördern und dort dem Empfänger abzuliefern. Der Befrachter wird verpflichtet, die vereinbarte Fracht zu zahlen. Soll Gefahrgut befördert werden, so hat der Befrachter nach § 483 HGB dem Verfrachter rechtzeitig in Textform die genaue Art der Gefahr und, soweit erforderlich, zu ergreifende Vorsichtsmaßnahmen mitzuteilen. Der Verfrachter hat nach § 485 HGB dafür zu sorgen, dass das Schiff in seetüchtigem Zustand, gehörig eingerichtet, ausgerüstet, bemannt und mit genügenden Vorräten versehen ist (Seetüchtigkeit) sowie dass sich die Laderäume einschließlich der Kühl- und Gefrierräume sowie alle anderen Teile des Schiffs, in oder auf denen Güter verladen werden, in dem für die Aufnahme, Beförderung und Erhaltung der Güter erforderlichen Zustand befinden (Ladungstüchtigkeit). Befindet sich das Gut in einem Container, ist der Verfrachter befugt, den Container umzuladen, der Verfrachter darf das Gut ohne Zustimmung des Befrachters nicht auf Deck verladen (§ 486 HGB). Da der Befrachter die Verfügungsmacht über das Frachtgut besitzt, kann er gemäß § 491 HGB vom Verfrachter insbesondere verlangen, dass er das Frachtgut nicht weiterbefördert, es zu einem anderen Bestimmungsort befördert oder es an einem anderen Löschplatz oder einem anderen Empfänger abliefert. Das Verfügungsrecht des Befrachters erlischt nach Ankunft des Gutes am Löschplatz und geht dort auf den Empfänger über. 
Gemäß § 513 Abs. 1 HGB hat der Verfrachter dem Befrachter oder Ablader auf dessen Verlangen ein Orderkonnossement auszustellen, das nach Wahl des Abladers an dessen Order, an die Order des Empfängers oder lediglich an Order zu stellen ist; im letzteren Fall ist unter der Order die Order des Abladers zu verstehen. Nach Ankunft des Frachtgutes am Löschplatz ist der legitimierte Besitzer des Konnossements gemäß § 521 HGB berechtigt, vom Verfrachter die Ablieferung des Gutes zu verlangen. Macht der legitimierte Besitzer des Konnossements von diesem Recht Gebrauch, ist er zur Zahlung der Fracht verpflichtet. Die Fracht ist bei Ablieferung des Gutes vom Empfänger zu zahlen (§ 493 HGB). Der Verfrachter hat nach § 495 HGB für alle Forderungen aus dem Frachtvertrag ein gesetzliches Pfandrecht an dem ihm zur Beförderung übergebenen Gut des Befrachters. Der Verfrachter haftet im Rahmen der Obhutshaftung für den Sachschaden, der durch Verlust oder Beschädigung des Gutes in der Zeit von der Übernahme zur Beförderung bis zur Ablieferung entsteht. Er haftet nicht nur für Verlust oder Beschädigung des Frachtguts während der Seereise, sondern auch für Ladungsschäden aufgrund anfänglicher See- und Ladungsuntüchtigkeit. Er ist von seiner Haftung befreit, soweit der Verlust oder die Beschädigung auf Umständen beruht, die durch die Sorgfalt eines ordentlichen Verfrachters nicht hätten abgewendet werden können (etwa höhere Gewalt). Weitere Haftungsausschlüsse ergeben sich aus § 499 HGB, insbesondere aus Gefahren der See und auch bei Havarien oder der Beförderungen lebender Tiere. 
Der Verfrachter hat über die Fracht hinaus einen Anspruch auf Ersatz von Aufwendungen, soweit diese für das Gut gemacht wurden und er sie den Umständen nach für erforderlich halten durfte (§ 493 Abs. 1 HGB). Nach Ankunft des Gutes am Löschplatz ist der Empfänger gemäß § 494 HGB berechtigt, vom Verfrachter zu verlangen, ihm das Gut gegen Erfüllung der Verpflichtungen aus dem Stückgutfrachtvertrag abzuliefern.  

## Abgrenzung
Der Spediteur besorgt als Vermittler gewerbsmäßig den Güterversand durch Abschluss von Frachtverträgen mit Frachtführern und Verfrachtern, während die Frachtführer und Verfrachter den Transport durchführen.

## International
Die Binnenstaaten Schweiz und Österreich verfügen über vergleichsweise umfangreiche seerechtliche Regelungen.
Durch den Chartervertrag verpflichtet sich in der Schweiz der Reeder als Verfrachter, den Raumgehalt eines bestimmten Seeschiffes ganz oder teilweise für eine bestimmte Zeit (Zeitcharter) oder für eine oder mehrere bestimmte Seereisen (Reisecharter) dem Befrachter zur Verfügung zu stellen, und der Befrachter zur Leistung einer Vergütung (Art. 94 Abs. 1 Seeschifffahrtsgesetz-SSG). Verfrachter und Befrachter können verlangen, dass über den Vertrag eine schriftliche Urkunde (Charter-Partie) ausgestellt wird (Art. 94 Abs. 2 SSG). Gemäß Art. 100 Abs. 2 SSG bestimmt der Verfrachter den Reiseweg zwischen Lade- und Löschplatz.
In Österreich hat im Frachtvertrag der Verfrachter nach § 559 Abs. 1 UGB dafür zu sorgen, dass das Schiff in seetüchtigem Stand, gehörig eingerichtet, ausgerüstet, bemannt und mit genügenden Vorräten versehen ist (Seetüchtigkeit) und dass sich die Laderäume einschließlich der Kühl- und Gefrierräume in dem für die Aufnahme, Beförderung und Erhaltung der Güter erforderlichen Zustand befinden (Ladungstüchtigkeit). Der Verfrachter haftet gemäß § 608 UGB nicht für Schäden aus höherer Gewalt. Die Obhutshaftung des Verfrachters ergibt sich aus § 606 UGB. Der Verfrachter hat die Güter gegen Zahlung der Fracht und gegen Erfüllung der übrigen Verpflichtungen des Empfängers auszuliefern (§ 614 Abs. 2 UGB). Der Verfrachter hat wegen seiner Forderungen ein gesetzliches Pfandrecht am Frachtgut (§ 623 UGB).